# Jožef Marko Dravec
Jožef Marko Dravec (Beltinci, 20. ožujka, 1697. – Vesprim, 17. srpnja, 1779.) slovenski je rimokatolički svećenik, kanonik, dekan i pisac.
Rođen je u Slovenskoj okroglini (danas Prekomurje) u području Zagrebačke biskupije. Teologiju je studirao u Trnavi (danas Slovačka). 14. rujna, 1730. je postao svećenik. Svećeničku službu je zvršio u mađarskim mjestima (Pázmánd, Vál). U Válu je izgradio župu i obnovio kulu crkve. Također u Válu je preobratio 60 protestanta na katoličku vjeru.
Pisao je na latinskom jeziku.

## Djela
- Per ardua ad sublime dignitatis fastigium evecto Martino Biro, recens in episcopum Veszprimiensem consecrato. Buda, 1745.
- Promulgatio jubilaei universalis anni 1776 per dioecesim Veszprimiensem. Jaurini.

## Vanjske poveznice
- Szinnyei, József: Magyar írók élete és munkái Dravecz József